# Nina Ortlieb
Nina Ortlieb (* 2. April 1996 in Innsbruck) ist eine österreichische Skirennläuferin. Ihre stärksten Disziplinen sind Abfahrt und Super-G. Ihr Vater ist der ehemalige Skirennläufer Patrick Ortlieb.

## Biografie
Ortlieb besuchte das Schigymnasium Stams und gewann von 2009 bis 2011 insgesamt vier österreichische Schülermeistertitel. Im Dezember 2011 bestritt sie nach Erreichen der Altersgrenze ihre ersten FIS-Rennen und nahm am 16. Jänner 2013 bei der Abfahrt in St. Anton erstmals an einem Europacuprennen teil, wo sie sich als Siebte sogleich unter den besten Zehn klassieren konnte. Ende Februar 2013 gehörte Ortlieb zum österreichischen Aufgebot für die Juniorenweltmeisterschaften in Québec. Dort belegte sie nach zwei Ausfällen in Slalom und Super G den zwölften Platz in der Abfahrt. Zum Abschluss der Saison wurde sie im April 2013 österreichische Jugendmeisterin in der Abfahrt.
Zur Saison 2013/14 wurde sie in den C-Kader des Österreichischen Skiverbands aufgenommen und startete seit diesem Winter regelmäßig im Europacup. Am 18. Dezember 2013 gelangen ihr die ersten beiden Podestplatzierungen in dieser Rennserie, als sie in St. Moritz in Abfahrt und Super G jeweils Platz drei belegte. 
Am 12. Jänner 2014 gab sie in der Super Kombination in Zauchensee ihr Debüt im Weltcup, schied dort allerdings im Super G aus. Am 6. Februar 2014 erlitt sie im Training einen Kreuzbandriss und musste die Saison damit vorzeitig beenden.
Im folgenden Winter konnte sie an ihr altes Leistungsniveau anknüpfen, erreichte zwei weitere Podestplätze im Europacup und gewann am 7. März 2015 bei den Juniorenweltmeisterschaften in Hafjell die Goldmedaille im Riesenslalom. Bei den Juniorenweltmeisterschaften in Sotschi/Rosa Chutor holte sie 2016 den Titel im Super-G. Als Juniorenweltmeisterin war sie beim Weltcupfinale in St. Moritz startberechtigt; dort holte sie als Elftplatzierte des Super-G ihre ersten Weltcuppunkte. Hingegen konnte sie sich in der Weltcupsaison 2016/17 nie in den Punkterängen klassieren, weshalb sie vermehrt im Europacup zum Einsatz kam. Im Winter 2017/18 entschied sie die Gesamtwertung des Europacups für sich.
Zu Beginn der Saison 2019/20 belegte Ortlieb im Dezember 2019 bei der Weltcup-Abfahrt in Lake Louise hinter der tschechischen Überraschungssiegerin Ester Ledecká den vierten Rang. Nach drei weiteren Platzierungen unter den besten zehn im Verlaufe des Winters gelang ihr am 22. Februar mit Platz drei in der Abfahrt von Crans-Montana die erste Weltcup-Podestplatzierung. Eine Woche später, am 29. Februar, gewann sie beim Super-G in La Thuile ihr erstes Weltcuprennen. 
Im ersten Training zur Weltcupabfahrt von Crans-Montana am 20. Jänner 2021 stürzte Ortlieb schwer; sie zog sich dabei einen Kreuzbandriss sowie einen Riss des Innenbandes, des Außenmeniskus und der Patellasehne zu.
Zu Beginn der Saison 2022/23 gab Ortlieb ihr Comeback und erreichte gleich bei ihrem zweiten Start ihre erste Podiumsplatzierung. Sie belegte Rang 2 bei der Abfahrt in Lake Louise. Bei den Weltmeisterschaften 2023 in Méribel gewann Ortlieb mit Silber in der Abfahrt ihre erste Medaille bei einem Großereignis. 
Am 5. März 2023 gewann Ortlieb, begünstigt durch besser werdende Witterungsbedingungen, beim Super-G in Kvitfjell mit der hohen Startnummer 31 ihr zweites Weltcup-Rennen und führte dabei vor ihren Teamkolleginnen Stephanie Venier und Franziska Gritsch einen ÖSV-Dreifachsieg an. Zuvor hatten österreichische Läuferinnen in dieser Disziplin zuletzt im Dezember 2005 alle drei Podiumsplatzierungen belegt.
Am 8. Dezember 2023 stürzte sie beim Einfahren vor dem Weltcup-Super-G in St. Moritz. Sie erlitt nach ersten Berichten einen Schien- und Wadenbeinbruch.

## Erfolge

### Weltmeisterschaften
- Méribel 2023: 2. Abfahrt

### Weltcup
- 4 Podestplätze, davon 2 Siege

| Datum            | Ort       | Land     | Disziplin |
| ---------------- | --------- | -------- | --------- |
| 29. Februar 2020 | La Thuile | Italien  | Super-G   |
| 5. März 2023     | Kvitfjell | Norwegen | Super-G   |

### Weltcupwertungen
| Saison  | Gesamt                              | Gesamt                              | Abfahrt                             | Abfahrt                             | Super-G                             | Super-G                             | Kombination                         | Kombination                         |
| Saison  | Platz                               | Punkte                              | Platz                               | Punkte                              | Platz                               | Punkte                              | Platz                               | Punkte                              |
| ------- | ----------------------------------- | ----------------------------------- | ----------------------------------- | ----------------------------------- | ----------------------------------- | ----------------------------------- | ----------------------------------- | ----------------------------------- |
| 2015/16 | 95.                                 | 24                                  | –                                   | –                                   | 34.                                 | 24                                  | –                                   | –                                   |
| 2017/18 | 100.                                | 23                                  | 41.                                 | 18                                  | 51.                                 | 5                                   | –                                   | –                                   |
| 2018/19 | 71.                                 | 66                                  | 33.                                 | 41                                  | 35.                                 | 22                                  | 28.                                 | 3                                   |
| 2019/20 | 12.                                 | 472                                 | 8.                                  | 233                                 | 6.                                  | 191                                 | 9.                                  | 48                                  |
| 2020/21 | 61.                                 | 74                                  | 23.                                 | 63                                  | 45.                                 | 11                                  | –                                   | –                                   |
| 2021/22 | verletzungsbedingt keine Ergebnisse | verletzungsbedingt keine Ergebnisse | verletzungsbedingt keine Ergebnisse | verletzungsbedingt keine Ergebnisse | verletzungsbedingt keine Ergebnisse | verletzungsbedingt keine Ergebnisse | verletzungsbedingt keine Ergebnisse | verletzungsbedingt keine Ergebnisse |
| 2022/23 | 29.                                 | 336                                 | 9.                                  | 229                                 | 20.                                 | 107                                 | –                                   | –                                   |

### Europacup
- Saison 2013/14: 3. Gesamtwertung, 6. Super-G-Wertung, 7. Riesenslalomwertung, 8. Abfahrtswertung
- Saison 2014/15: 5. Super-G-Wertung
- Saison 2017/18: 1. Gesamtwertung, 2. Abfahrtswertung, 2. Super-G-Wertung, 8. Riesenslalomwertung, 9. Kombinationswertung
- Saison 2018/19: 5. Super-G-Wertung
- 16 Podestplätze, davon 3 Siege:

| Datum            | Ort        | Land       | Disziplin    |
| ---------------- | ---------- | ---------- | ------------ |
| 22. Februar 2017 | Sarntal    | Italien    | Super-G      |
| 11. Jänner 2018  | Innerkrems | Österreich | Super-G      |
| 9. März 2018     | La Molina  | Spanien    | Riesenslalom |

### Juniorenweltmeisterschaften
- Québec 2013: 12. Abfahrt
- Hafjell 2015: 1. Riesenslalom, 8. Super-G, 32. Abfahrt
- Sotschi 2016: 1. Super-G, 5. Riesenslalom, 7. Abfahrt, 16. Kombination
- Åre 2017: 5. Abfahrt, 4. Super-G, 5. Riesenslalom

### Weitere Erfolge
- 1 Sieg in FIS-Rennen
- Österreichische Jugendmeisterin (Abfahrt 2013)
- Vierfache österreichische Schülermeisterin (Slalom 2009, Super G 2009 und 2011, Kombination 2009)